# Sanavirons
Sanavirons (sanavirones o salavinones) fou un poble indígena que va habitar al centre de l'actual territori continental americà de l'Argentina; aquesta ètnia formava part del grup pàmpid, amb elements genètics i culturals amazònids i andids, cap al segle xv.

## Orígens i expansió territorial
Corresponen a una parcialitat (branca) dels toconotés que es va diferenciar a la zona de Salavina (centre de l'actual província de Santiago del Estero), per la pressió deguda al seu creixement demogràfic i a més a més probablement a un període de sequera a causa de la miniglaciació de Spörer (cap 1410-1570). En aquesta època van començar la seva expansió cap al sud-oest de tal manera que van arribar a les serres de Còrdova envaint (gràcies a la seva superioritat numèrica) alguns territoris ancestrals dels comechingons". Pel sud el seu límit va xocar amb el dels taluhet, de manera que fins al segle xvii els salavinons o salavirons se situaven a la rodalia de la llacuna de Mar Chiquita en l'actual província de Còrdova (Argentina). Pel nord arribaven fins al riu Salado, on començaven el territori dels toconotés. Al sud s'estenien pel riu Suquía o Primero. A l'oest limitaven amb la serra de Sumampa i el límit oriental coincidia amb els actuals límits entre les províncies de Santiago del Estero i Santa Fe.
Des del segle xviii pràcticament es perd els rastres dels sanavirons quant a grup ètnic i cultural diferenciat, havent-se barrejat formant després part de la població criolla. Els conqueridors espanyols en els seus primers contactes amb aquest poble (segle xvi) els van anomenar yugitas tal qual s'observa en la Información de servicios presentada al juliol de 1548 per Pedro González del Prat. Entre ells va fundar probablement Francisco de Mendoza el fort de Medellín. La mixogènesis d'aquest poble fou primerenca. Està documentada la prole del conqueridor Hernán Mejía de Mirabal amb Maria de Mancho. Les seves filles van ser casades amb veïns importants de la recentment fundada ciutat de Còrdova, i entre els seus descendents s'esmenta al degà Gregorio Funes, o la família Echagüe de Santa Fe.

## Forma de vida
Utilitzaven sistemes andins de cultius, els quals van complementar amb la caça, la pesca i la recol·lecció de fruits. Entre les armes utilitzades pels sanavirons trobem la macana, que era una mena de garrot triangular amb protuberància en un extrem, també usat com a element de defensa personal a les guerres indígenes. Els seus habitacles eren grans barraques col·lectives (habitades per més d'una desena d'individus) de branques i sacate (una planta). Les nombroses excavacions realitzades van treure a la llum nombrosos treballs de terrisseria que posaven de manifest dos tipus de ceràmica: una negra grisenca i una altra gravada. Els sanavirons vivien en cases molt grans on hi podien caber fins a quinze soldats amb els seus respectius cavalls. Es construïen amb matèries vegetals i cadascuna albergava a diverses famílies. Vestien samarreta de llana, amb guardes, i com abric un ponxo teixit; usaven el cuir en la vestimenta i en l'habitatge. Encara que el seu territori mai va estar dominat pel Tahuantinsuyu, els sanavirons van adoptar molt del lèxic quítxua després 1480, un motiu per a això probablement va ser l'existència entre ells de captives que parlaven aquesta llengua.

## Creences i pràctiques religioses
Sobre la seva religió se sap poc o gairebé gens: podem dir que en religió tenien pocs ritus; haurien posseït la noció d'un alt Déu confusible amb el Sol; practicaven la màgia i les danses rituals, d'origen amazònic, com s'adverteix en les pintures rupestres, en què el bruixot feia ús del fruit del cebil (una planta) com a droga narcotitzant; el cebil polvoritzat era pres pel nas i els treballs arqueològics han trobat rajoles de pedra que s'utilitzaven per moldre i oferir-lo.
Els morts eren enterrats en posició arraulida, potser embolicats en cuir; es van trobar recipients de fang que podrien haver contingut restes d'infants molt petits; però no hi ha proves que enterressin als seus nens en urnes com feien altres ètnies; en canvi ho farien en petites cambres sepulcrals.

## Descendents actuals
D'acord amb l'Enquesta Complementària de Pobles Indígenes (2004-2005) 563 persones es van declarar descendents del poble sanavirón.
Actualment els descendents dels sanavirons viuen a la Província de Santiago del Estero en cinc comunitats en els departaments Mitre i Aguirre. En Villa General Mitre del Departament Aguirre es troba la Comunidad Indígena Sentimiento de Mi Tierra. Una altra comunitat es troba a Las Abras. A la província de Còrdova existeix a San Marcos Sierras, Departament de Cruz del Eje, la Comunitat Indígena Territorial Comechingón-Sanavirón Tulián.